# Монтаньярдів Фундація
Монтаньярдів Фундація (в'єт. Tổ chức Quỹ người Thượng) — політична організація, місією якої є захист прав народів горян, які належать до понад тридцяти корінних етнічних груп Центрального нагір'я (В'єтнам). Це некомерційна організація, заснована в 1990 році та розташована в Південній Кароліні в Сполучених Штатах, визнана В'єтнамом групою бойовиків. Фонд Монтаньяра виступив проти політики В'єтнаму, яка вплинула на населення Монтаньяра, в свою чергу уряд В'єтнаму назвав організацію антикомуністичною сепаратистською групою.
Фонд Монтаньяра очолює лідер у вигнанні Кок Ксор, який є членом Транснаціональної радикальної партії та переніс переслідування народу Монтаньяра на платформу Організації непредставлених націй і народів. Фонд заявляє, що його метою є захист прав, збереження життя та культури народу Монтаньяра ненасильницькими засобами, а не в незалежній державі. Місія МФО полягає в тому, щоб «просувати та захищати права людини корінного населення В'єтнаму». Організація прагне досягти цієї мети за допомогою різноманітних засобів, включаючи адвокацію, освіту та пряму допомогу громадам Монтаньяра у В'єтнамі. Програми МФО включають юридичну допомогу монтаньярам, які зазнають переслідувань, також організація підтримує монтаньярських біженців та освітні ініціативи для підвищення обізнаності про монтаньярську культуру та історію.
МФО активно критикує ставлення в'єтнамського уряду до монтаньярів, особливо в сферах земельних прав і релігійної свободи. Організація офіційно задокументувала численні випадки конфіскації землі та примусового переселення громад монтаньярів урядом, а також було зафіксовано випадки насильства та переслідувань монтаньярів, які сповідують свої власні корінні релігії.
На додаток до своєї адвокаційної роботи, МФО також бере участь у зусиллях з надання прямої допомоги громадам Монтаньяра у В'єтнамі. Організація створила мережу громадських центрів у регіоні Central Highlands, які надають освіту, охорону здоров'я та інші базові послуги громадам Монтаньяра. MFI також здійснює програму розселення біженців з Монтаньяра в Сполучених Штатах та інших країнах, надаючи допомогу в процесі переселення та підтримку біженців після їх прибуття.
Робота МФО отримала як похвалу, так і критику. Прихильники організації розглядають її як вирішальний голос групи меншин, яку часто забувають, і необхідного захисника прав людини у В'єтнамі. Критики, однак, стверджують, що фокус MFI на сепаратизмі Монтаньяра ризикує розпалити етнічну напруженість у В'єтнамі та підірвати стабільність країни. Незважаючи на цю критику, МФО продовжує залишатися провідним голосом за права горян і ключовим гравцем у поточній боротьбі за права корінного населення В'єтнаму. Монтаньяри піддавалися переслідуванням, ув'язненням і тортурам за свою політичну діяльність, зокрема за підтримку більшої автономії чи незалежності.
Незважаючи на ці виклики, сепаратистський рух Монтаньяра залишається відносно невеликим і роздробленим. Деякі лідери Монтаньяру закликали до більшої автономії у В'єтнамі, а не до повної незалежності, тоді як інші виступають за відокремлення та створення окремої держави Монтаньяра. Проте руху заважали відсутність згуртованого керівництва, обмежені ресурси та репресії в'єтнамського уряду проти інакомислення.
Уряд В'єтнаму швидко засудив сепаратистський рух Монтаньяра як загрозу національній єдності та стабільності. Уряд звинуватив сепаратистські групи у тому, що вони перебувають під впливом іноземних урядів та організацій, зокрема Монтаньярдів Фундація. Уряд також використовував сили безпеки, щоб придушити активістів Монтаньяра та обмежити їхній доступ до інформаційних і комунікаційних технологій.